# Cartman's Incredible Gift
"Cartman's Incredible Gift" is aflevering 124 van de Comedy Central-serie South Park. In de aflevering raakt de plaatselijke politie ervan overtuigd dat Eric Cartman over paranormale gaven beschikt, die hij uitbuit voor persoonlijk gewin, tot grote woede van Kyle Broflovski, andere paranormale detectives en de echte seriemoordenaar achter een reeks moorden die Cartman ten onrechte aan anderen toeschrijft.
Het verhaal van de aflevering gaat verder in op South Parks kritische kijk op paranormaal begaafden, eerder te zien in de aflevering "The Biggest Douche in the Universe", terwijl het ook fungeerde als een parodie op verschillende films, waaronder Red Dragon en The Dead Zone.
Hoewel het om een klein deel van de aflevering gaat, is in deze aflevering het laatste optreden te zien van de zelden geziene South Park Elementary-schoolbuschauffeur Veronica Crabtree.

## Plot
Cartman probeert te vliegen door van zijn dak af te springen met kartonnen vleugels aan zijn armen. Hij komt uit een korte coma in het ziekenhuis, waar hij een kamer deelt met een slachtoffer van een seriemoordenaar die de linkerhand van zijn slachtoffers afsnijdt. Wanneer Cartman wat voor de hand liggende routinematige dingen weet af te leiden, zoals het voedsel dat het ziekenhuis serveert en wist waar de autosleutels van een van de agenten was, gelooft een goedgelovige lokale politiedetective, Sergeant Yates, dat Cartman paranormale krachten heeft ontwikkeld. Cartman speelt mee en wordt meegenomen naar de plaats delict van een van de moorden. Waar Yates hem vraagt of hij "iets ziet", sluit Cartman zijn ogen en roept hij zijn verlangens naar ijs en Oreo-koekjes op, wat Yates ertoe aanzet om eigenaar Tom Johannsen op gewelddadige manier te arresteren. Cartman ontvangt een contante beloning.
Op school confronteert Kyle Cartman boos over zijn frauduleuze paranormale gaven, maar Cartman blijft volhardend dat hij zulke krachten heeft, en overtuigt de andere bange schoolkinderen hiervan, behalve Kyle, Stan en Kenny. De moorden blijven echter doorgaan, maar in plaats van zijn fout te beseffen, realiseert Yates, onterecht uiteraard, dat dit copycat-moorden zijn. Op de volgende plaats delict ontmoeten de jongens een gestoorde man genaamd Michael Deets, die overduidelijk de moordenaar is, maar Yates weigert te luisteren naar de smeekbeden van Kyle en concentreert zich in plaats daarvan op de valse visies van Cartman.
De betrokkenheid van Cartman in de zaak maakt hem beroemd, wat resulteert in een bezoek van een groep "paranormale detectives" die eisen dat hij lid wordt van hun groep en een vergoeding betalen. Cartman lacht om hun pretenties, wat resulteert in een "paranormale strijd" waarin de "detectives" zich overgeven aan dezelfde histrionics als Cartman, die zijn moeder de stuipen op het lijf jagen. Cartman laat zich niet intimideren door de paranormaal begaafden, en dan dreigen ze met een class-action-proces. Cartman lost dit probleem op door Sergeant Yates te vertellen dat de groep zich achter de copycatmoorden bevindt, waardoor de leden van de groep worden gearresteerd, geslagen en in één geval dodelijk worden neergeschoten.
Ondertussen heeft Kyle Deets gevolgd naar zijn huis en vingerafdrukken en bloedmonsters verkregen en laten analyseren, maar hij wordt volledig genegeerd door de politie. Realiserend dat de politie alleen naar hem zal luisteren als hij zelf paranormale vermogens opeist, imiteert Kyle Cartman's poging tot vlucht en raakt eveneens in een coma. Wanneer hij wakker wordt beweert hij paranormale krachten te hebben en geeft hij de politie zijn originele bevindingen. Yates is sceptisch maar gaat de Deets hoe dan ook onderzoeken, die op dit punt Cartman heeft ontvoerd, woedend dat de zelfbenoemde paranormaal begaafde zijn werk aan anderen heeft gecrediteerd.
Wanneer Yates arriveert, bereidt hij zich voor om Deets te arresteren nadat hij vele afgehakte handen aan een muur in het huis van Deets heeft gevonden, maar gaat in op het besef dat de handen op de muur lijken op rechterhanden, geen linkerhanden, omdat de duim op Yates' eigen linkerhand wijst naar links, zonder duidelijk te beseffen dat hij naar zijn hand kijkt met de palm naar boven gericht, in de tegengestelde richting van degenen aan de muur. Yates, vertrekt, niet wetende dat Cartman in de kelder van Deets is vastgebonden en gekneveld, maar hij plaatst vraagtekens bij zijn eigen waarneming over de handen. Hij gaat terug naar het station en na een montage met uitgebreide criminologische tests, oefenen en zelfs vergeten wat van wat hij aan het doen was, schat hij zijn fout in en keert terug naar het huis van Deets, waar hij Deets doodt vlak voordat Deets Cartman vermoordt.
In het ziekenhuis zijn Johannsen en de helderzienden vrijgelaten uit de gevangenis en wordt Kyle geprezen als een echte paranormaal begaafd persoon. Kyle vertelt hen echter dat er geen paranormaal begaafden zijn en dat er een logische verklaring is voor elk paranormaal verhaal dat ooit is gehoord. De andere 'helderzienden' besluiten echter hun conflict met Cartman nieuw leven in te blazen en een "laatste gevecht" aan te gaan. Kyle wordt geïrriteerd en schreeuwt luid om te stoppen, waarna de gloeilampen in de kamer exploderen en een plank gedeeltelijk loskomt van de muur, waarbij de inhoud op de vloer wordt gemorst. Iedereen is hier verbaasd over, maar Kyle beweert schaapachtig dat er een logische verklaring voor is.